# Petr Bezruč
Petr Bezruč es el seudónimo de Vladimír Vasek, poeta checo nacido en la actual ciudad checa de Opava el 15 de septiembre de 1867 y fallecido en Olomouc el 17 de febrero de 1958.

## Biografía
Comenzó sus estudios universitarios en Praga. Durante la Primera Guerra Mundial, fue detenido bajo la acusación de traición y conspiración. De hecho, gran parte de su obra está imbuida de los valores y esperanzas patrióticos, como lo demuestra su principal trabajo, titulado Slezské písně (Cantos de Silesia) producido inicialmente en 1909 y luego ampliado en varias ocasiones. En estos versos revela la desesperación de su pueblo, obligado a una condición de opresión social y económica. El culpable desde el punto de vista del poeta era el Archiduque del Imperio de los Habsburgo Federico II, que intentó una forzada germanización del pueblo de Silesia.
En sus versos el poeta le acusa por su inhumanidad y también sugiere un final violento.
Otros objetivos preferidos por Bezruč fueron los judíos capitalistas y los sacerdotes polacos que según él, explotaban a los trabajadores de Silesia.
El estado de ánimo del poeta se denota en su obra al pasar de la melancolía y el pesimismo a las más oscuras visiones románticas.
El compositor checo Leoš Janáček compuso las obras para coro El maestro Halfar, Marycka Magdonova y 70 000, obras basadas en las baladas de Bezruč, como protesta contra la represión social y nacional.

## Obra
- Studie z Café Lustig, (1889)
- Slezské písně (Cantos de Silesia, 1909)
- Stužkonoska modrá (1930)
- Zpěvy o zemi slunečné, (1947)
- Písně 1899-1900, (1953)
- Povídky ze života (Historias de la vida, 1957)
- Verše starého ještěra, (1957)
- Přátelům a nepřátelům (Para mis amigos y enemigos, 1958)
- Labutinka, (1963)
- Básně, (1964)
- Verše milostné, (1967)
- Jen jedenkrát: Zásilky času 1899-1914, (1980)
- 70000
- I nejvíce znavená řeka jednou do moře dospěje přece...: Výbor z dopisů Petra Bezruče *Stanislavu Augustovi
- Wahrheit klirrender Ketten